# Kościół Trójcy Przenajświętszej w Skarżysku Kościelnym
Kościół Trójcy Przenajświętszej – rzymskokatolicki kościół parafialny należący do dekanatu skarżyskiego diecezji radomskiej.
Świątynia została wzniesiona w 1637 roku przez zakon Cystersów z Wąchocka. W 1657 roku została erygowana samodzielna parafia w Skarżysku Kościelnym, a kościół został konsekrowany w 1663 roku przez biskupa Tomasza Oborskiego. Jest to budowla murowana wybudowana z cegły na zaprawie wapiennej i obustronnie otynkowana. Bryła świątyni składa się z jednonawowego korpusu głównego nakrytego dachem dwuspadowym pokrytym blachą ocynkowaną malowaną. Na kalenicy dachu od strony wschodniej jest umieszczona sygnaturka nakryta cebulastym dachem hełmowym z latarnią. Od strony wschodniej do nawy jest dobudowane  węższe, prostokątne, zamknięte półkoliście prezbiterium, nakryte dachem dwuspadowym stożkowym. W narożnikach zachodniej części nawy są umieszczone dwie wzniesione na planie ośmiokąta nierównoramiennego dwukondygnacyjne wieże nakryte półkolistymi dachami hełmowymi z latarniami.

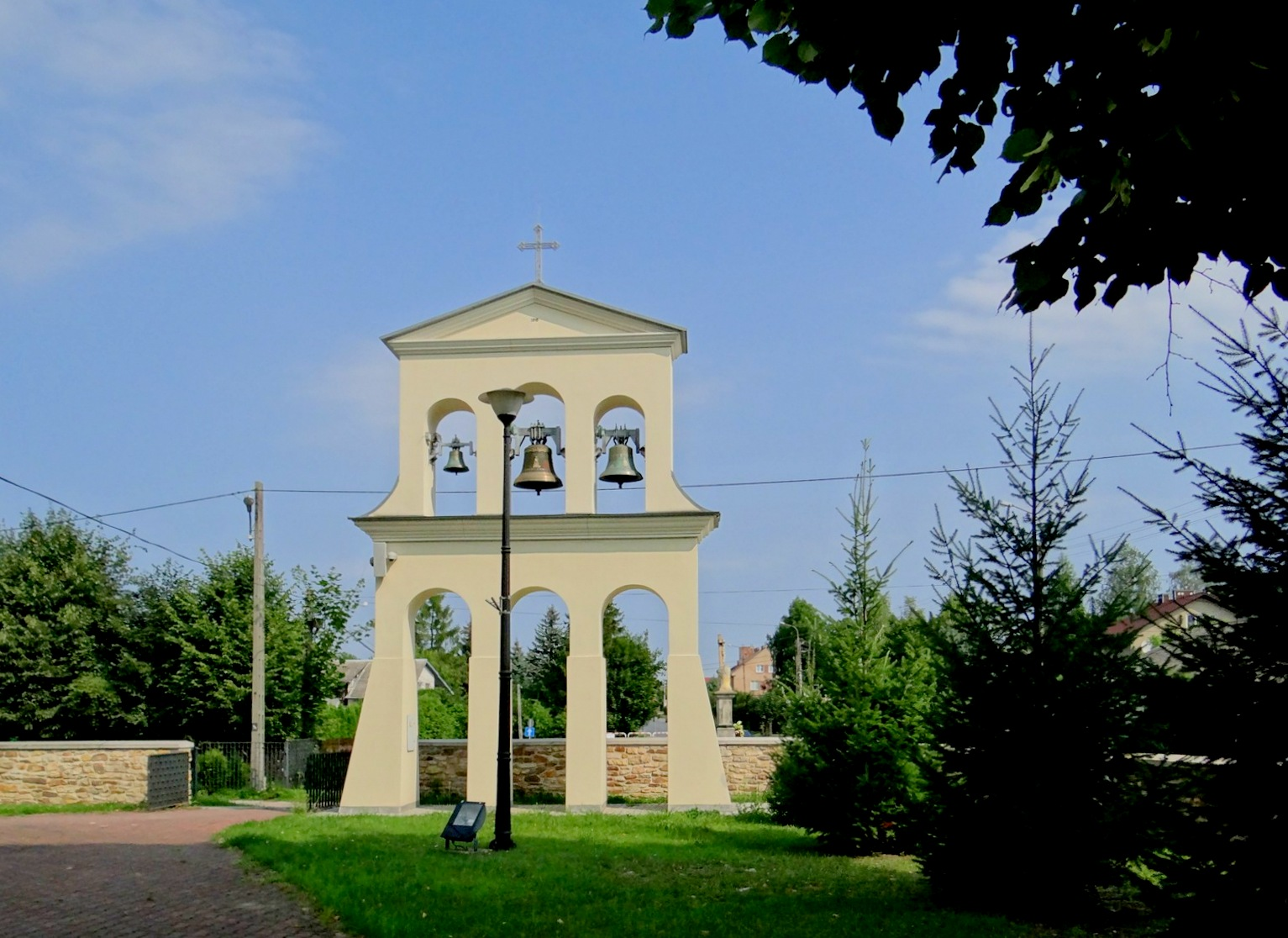
Dzwonnica

W narożniku między prezbiterium i nawą od strony północnej jest umieszczony skarbczyk, nakryty dachem trójspadowym, z kolei od strony południowej umieszczona jest zakrystia i kruchta nakryta dachem dwupołaciowym.
Do centralnej części nawy od strony północnej jest dobudowana kaplica na planie prostokąta zamknięta półkoliście i nakryta ośmiokątną kopułą cebulastą z latarnią. Ściany zewnętrzne są otynkowane, umieszczone są na cokole i są zwieńczone bogato profilowanym gzymsem koronującym. Fasada zwrócona jest w stronę zachodnią, ujęta jest w narożnikach wieżami, posiada jedną oś i jedną kondygnację, zwieńcza ją szczyt. W środkowej części jest umieszczony zamknięty półkoliście portal. Z lewej i prawej strony ujęty jest przez pary półkolumienek podtrzymujących profilowany gzyms i płasko obramione czoło łuku z zaakcentowanym kluczem. Powyżej portalu na jego szerokości jest umieszczony gzyms, a nad nim oculus znajdujący się w profilowanym obramieniu. Przechodzący przez fasadę gzyms główny rozdziela jej trzystrefowy szczyt. Strefy szczytu natomiast są rozdzielone przez gzymsy pośrednie.